# دیوید فاستر والاس
دیوید فاستر والاس (به انگلیسی: David Foster Wallace) (زاده ۲۱ فوریه ۱۹۶۲ - درگذشته ۱۲ سپتامبر ۲۰۰۸) نویسندهٔ رمان و داستان‌های کوتاه و جستارنویس آمریکایی بود. او همچنین استاد دانشگاه پومونا در کلارمونت، کالیفرنیا و مقاله‌نویس بود. بیشترین شهرت والاس به خاطر رمان شوخی بی‌پایان (۱۹۹۶) بود که در سال ۲۰۰۶ توسط مجلهٔ تایم به عنوان یکی از «۱۰۰ رمان برتر انگلیسی‌زبان از سال ۱۹۲۳ تاکنون» معرفی شد.
بسیاری او را جزو خلاق‌ترین نویسندگان معاصر می‌دانستند. وی برنده و نامزد دریافت چندین جایزه از جمله پولیتزر (۲۰۱۲) شد.

## زندگی
دیوید فاستر والاس در ۲۱ فوریه ۱۹۶۲ در ایتاکا، نیویورک به دنیا آمد. او فرزند یک استاد فلسفه و یک معلم انگلیسی بود. والاس در سال ۱۹۸۵ مدرک لیسانس خود را از کالج آمهرست دریافت کرد. وی هم‌چنین در دانشگاه آریزونا در رشته نویسندگی خلاق تحصیل کرد و موفق به دریافت مدرک کارشناسی ارشد شد.
دیوید فاستر والاس در ۱۲ سپتامبر سال ۲۰۰۸ در حالی که ۴۶ سال داشت، به زندگی اش خاتمه داد.

### رمان
- جاروی سیستم (۱۹۸۷)
- شوخی بی‌پایان (۱۹۹۶)
- شاه رنگ‌پریده (۲۰۱۱)

### مجموعه داستان
- دختری با موهای عجیب (۱۹۸۹)
- مصاحبه‌های کوتاه با مردان زشت (۱۹۹۹)
- فراموشی (۲۰۰۴)

## درون‌مایه‌ی آثار والاس
دیوید فاستر والاس متعلق به نسلی است که جوانی‌شان با هجوم رسانه‌ایِ تلویزیون روبه‌رو شد؛ به همین دلیل در آثارش نگرانیِ مدام از تبدیل هنر به «سرگرمی» و عواقب آن به چشم می‌خورد. او در داستان‌ها و جستارهایش به دنبال راهی است تا تعاملات انسانی را در دنیایی که همه چیز دست به دستِ هم داده تا انسان‌ها منزوی شوند احیا کند. شاید همین پیشنهادِ رهایی‌بخش باشد که او را به‌سرعت به نویسنده‌ای تبدیل کرد با وجودِ نثر پیچیده، فرم‌های رواییِ غریب و زبانِ غنی‌ای که استفاده می‌کند، طرفداران پروپاقرصِ بسیاری دارد. او از خلال چیزی که «ادبیات جدی» می‌نامد، زوایایی از دنیا و انسان را هدف می‌گیرد که پیش از او نادیده مانده بودند، یا این‌گونه حس نشده بودند.